# 王宁 (武警上将)
王宁（1955年8月—），曾用名王鲁宁，山东荣成俚岛镇东庄村人，生于江苏南京。武警上将。中共十七大代表、第十八届中央委员会候补委员、十九届中央委员会委员。

## 生平

### 早期经历
王宁出身于军人世家，父亲离休前曾是南京军区副军级干部。1970年12月，15岁的王宁参加中国人民解放军。参军入伍后，王宁长期在南京军区所属炮兵部队服役，1976年10月至1977年7月，任炮兵第七十五师六五九团指挥连雷达站站长、一营营部指挥排排长。任排长期间，所在排在南京军区炮兵组织的大比武中获得第一名，荣立三等功1次。不满30岁时，被提拔为炮兵第七十五师司令部作训科科长。王宁在担任炮兵第七十五师司令部作训科科长期间，曾参加过云南麻栗坡前线对越作战的见习活动。
1985年10月，王宁所在的炮兵第75师被精简整编为陆军第十二集团军高射炮兵旅，王宁随即被任命为旅参谋长。1986年10月至1992年10月，任陆军第十二集团军步兵第三十六师高射炮兵团团长。在任6年，团队全面建设一直走在前头，团党委被集团军3次评为先进团党委，4次被评为军事训练先进团，4次被评为管理安全团，6次被评为军械装备达标团，2次被评为生产生活先进团，1次被评为抓基层先进团。同时圆满完成了1989年北京戒严任务，全团被南京军区授予集体三等功。1992年，他升任集团军高炮旅旅长。

### 逐级晋升
1994年10月，王宁离开第十二集团军，来到福建的陆军第三十一集团军任职，先后担任防空旅旅长、集团军副参谋长、九十一师师长。此后，王宁的仕途进入了快车道。2003年12月，48岁的王宁升任上海警备区参谋长，跻身副军级干部行列。他在担任上海警备区参谋长期间，组织导演了“04-10”城市防空作战演习和“东方-2004”、“东方-2005”两次国防动员演习。曾4次被集团军评为军事训练先进个人，1次被南京军区评为军事训练先进个人。2005年，晋升为少将军衔。2006年11月，又升任江西省军区司令员。2007年11月，接替蔡英挺，任陆军第三十一集团军军长。
2010年12月，王宁升任北京军区参谋长，跻身大军区级军官行列。2012年7月，晋升为中将军衔。2013年6月，接替章沁生出任中国人民解放军副总参谋长，并分管全军军训工作。

### 执掌武警
2014年12月，王宁与王建平上将对调，出任中国人民武装警察部队司令员，并兼任中央政法委委员。王建平则接替王宁，担任分管军训的副总参谋长。2016年12月，国防部证实王建平违纪受查。2015年7月31日，王宁晋升武警上将警衔（担任正大军区职满2年，但晋升中将军衔不到4年）。王宁执掌武警部队期间，武警部队实现了由中央军委集中统一领导。中共中央批准的深化国防和军队改革总体方案明确，按照“军是军、警是警、民是民”的原则，调整武警部队指挥管理体制，优化力量结构和部队编成。《中央军委关于深化国防和军队改革的意见》要求加强中央军委对武装力量的集中统一领导，并对贯彻中央决策部署作了具体安排。2017年12月，中共中央印发《中共中央关于调整中国人民武装警察部队领导指挥体制的决定》，自2018年1月1日零时起，武警部队由中共中央、中央军委集中统一领导，不再列国务院序列。
此外，王宁还负责执行武警部队的裁员工作。2018年3月，中共中央发布《深化党和国家机构改革方案》，按照军是军、警是警、民是民原则，将列武警部队序列、国务院部门领导管理的现役力量全部退出武警，将国家海洋局领导管理的海警队伍转隶武警部队，将武警部队担负民事属性任务的黄金、森林、水电部队整体移交国家相关职能部门并改编为非现役专业队伍。2019年1月1日，原属于武警序列的公安边防、警卫部队官兵1月1日全部退出现役，换装进入警察编制。这意味着曾经拥有近百万之众的武警部队全面完成瘦身改革，瘦身后的武警主要由40多万人的内卫总队、机动总队、海警总队、院校和科研机构等组成，主要担负执勤、处突、反恐怖、海上维权执法、抢险救援以及防卫作战等任务。
2020年12月，王宁到龄退役。2021年2月28日被任命为全国人大宪法和法律委员会副主任委员。

## 观点与言论
2017年10月11日，王宁在《学习时报》上发表《坚决维护和贯彻军委主席负责制 确保党对武警部队绝对领导》一文，称：“郭伯雄、徐才厚虚化弱化军委主席负责制，严重触犯政治底线，把部队置于十分危险的境地。党中央、习主席果断查处郭伯雄、徐才厚，以军委主席的绝对权威自上而下改进作风、惩治腐败、肃清流毒，在紧要关头挽救了党、挽救了军队。”“只有坚决维护和贯彻军委主席负责制，才能确保枪杆子永远掌握在忠诚于党的可靠的人手中，确保红色江山永不变色。”“必须坚决维护和贯彻军委主席负责制，使党对军队绝对领导的制度体系得到完整落实，这样党和国家就‘乱不了’，部队就‘跑不了’，阴谋家就‘反不了’。”